# اگساراکوپا
اگساراکوپا (به انگلیسی: Agasarakoppa) یک روستا در هند است که در کارناتاکا واقع شده‌است.